# Vernou-sur-Brenne
Vernou-sur-Brenne là một xã thuộc tỉnh Indre-et-Loire trong vùng Centre-Val de Loire ở miền trung nước Pháp.